# فيلي إيفانز
فيلي إيفانز (بالإنجليزية: Willie Evans)‏ (21 نوفمبر 1939 - 1 يناير 2014) هو لاعب كرة قدم غاني في مركز الدفاع، شارك في كأس الأمم الأفريقية 1965. وشارك مع منتخب غانا لكرة القدم. أما مع النوادي، فقد لعب مع Washington Darts ‏ وأتلانتا تشيفز وميامي طوروز ‏.

## وصلات خارجية
- فيلي إيفانز على موقع ناشيونال فوتبول تيمز (الإنجليزية)